# Hydraena exarata
Hydraena exarata är en skalbaggsart som beskrevs av Ernst Hellmuth von Kiesenwetter 1866. Hydraena exarata ingår i släktet Hydraena och familjen vattenbrynsbaggar. Inga underarter finns listade i Catalogue of Life.